# Moncef Marzouki
Moncef Marzouki (em árabe: المنصف المرزوقي, nascido em 7 de julho de 1945) é um ativista político tunisiano, defensor dos direitos humanos e médico, foi presidente da Tunísia de 2011 até 2014 e o primeiro presidente democraticamente eleito pela Assembleia Constituinte da Tunísia na era pós-revolução.